# Albert Fritz
Albert Fritz, född den 30 mars 1947 i Jestetten, död den 1 september i Zürich, var en tysk tävlingscyklist som vann 34 sexdagarslopp från 1970 till 1984 (13 av dem tillsammans med Wilfried Peffgen och nio med Patrick Sercu). På landsväg vann han en etapp i Tour de Suisse 1970 och två 1971.
Han blev diskvalificerad för doping vid Europamästerskapen i bancykling 1980.

## Meriter

### Landsväg
1970
Vinnare av etapp 9 i Tour de Suisse
1971
Vinnare av etapperna 5 och 9 i Tour de Suisse

### Bana

#### Europamästerskap
Vid Europamästerskapen i bancykling uppnådde Fritz följande podieplaceingar:
1972/1973  Europamästare i madison med Wilfried Peffgen
1973/1974  Trea i madison med Wilfried Peffgen
1980/1981  Trea i madison med Wilfried Peffgen

#### Sexdagarslopp
I tabellen nedan listas Albert Fritz segrar och partners (med initialer):
| \ Säsong |

| Plats \ |

| \ Säsong |

| Partner \ |

Not: Asterisk efter ortnamnet markerar att tävlingen hölls före nyår (Kölns sexdagars gick över nyårshelgen). Zürich kördes med tremannalag under 1972/1973, liksom Antwerpen 1978/1979.